# Goddamn (Tyga)
Goddamn è un singolo del rapper statunitense Tyga, pubblicato il 15 aprile 2019 su etichetta Last Kings.

## Tracce
1. Goddamn – 2:39